# Guerra in Palestina del 1948
La guerra in Palestina del 1947-1949 è stato un conflitto scaturito dall'approvazione della risoluzione 181 dell'Assemblea generale delle Nazioni Unite e dalle reazioni che questa ha provocato nelle forze arabe della regione della Palestina.
La guerra attraversò gli eventi che portarono alla fondazione dello Stato di Israele e al rifiuto delle parti in causa di riconoscere legittimità ai rispettivi Stati. Fu causa inoltre dell'esodo palestinese del 1948 nonché, viceversa, dell'esodo ebraico dai Paesi arabi.
La guerra si svolse in due fasi, prima e dopo la Dichiarazione d'indipendenza israeliana:
- dal 30 novembre 1947 al 14 maggio 1948, la cosiddetta guerra civile del 1947-1948 nella Palestina mandataria, segnata dallo scontro tra organizzazioni armate ebraiche e arabi palestinesi, sostenuti da volontari dei Paesi arabi, all'interno del Mandato britannico della Palestina.[8][9][10] I primi scontri armati iniziarono subito dopo l'approvazione, il 29 novembre 1947, della risoluzione 181, con cui l'Assemblea generale delle Nazioni Unite raccomandava l'adozione del Piano di partizione della Palestina;

- dal 15 maggio 1948, data della fine del mandato britannico e della fondazione dello Stato d'Israele, iniziò a tutti gli effetti la prima guerra arabo-israeliana con l'intervento militare dei Paesi arabi contro Israele e l'invio di forze di spedizione egiziane, siriane, irachene e giordane nell'ex territorio della Palestina.[8][9][10][11]

Tra febbraio e giugno 1949 furono firmati diversi armistizi tra Israele e gli Stati arabi.

## Contesto storico
Sul finire del XIX secolo il territorio della Palestina faceva parte dei vilayet (governatorati siriani dell'Impero ottomano) ed era a sua volta suddivisa in due sangiaccati (province ottomane) dove gli ebrei costituivano ormai una minoranza (circa ventiquattromila persone), integrata con le popolazioni autoctone.
Con l'appoggio del Regno Unito, che vedeva di buon occhio la possibilità di insediamenti nella zona di popolazioni provenienti dall'Europa, e la grande disponibilità economica di cui godevano alcuni settori delle comunità ebraiche, Theodor Herzl, fondatore del sionismo, organizzò il primo convegno sionista mondiale a Basilea nel 1897 e in esso furono poste le basi per il graduale trasferimento di ebrei in Palestina grazie all'acquisto da parte dell'Agenzia ebraica di terreni da assegnare a coloni ebrei provenienti da vari parti d'Europa e specialmente dall'Impero russo, per poter poi conseguire la necessaria maggioranza demografica e un sostanziale controllo dell'economia, che potessero giustificare la rivendicazione del diritto di dar vita a un'entità statale che rappresentasse un rifugio per ebrei perseguitati.
Come risultato di questi nuovi flussi migratori, la popolazione arabo-palestinese iniziò a dar vita a movimenti nazionalistici che miravano a stroncare sul nascere quella che era considerata una vera e propria minaccia d'origine straniera.
Durante la prima guerra mondiale, con il coinvolgimento dell'Impero ottomano, molti ebrei si trasferirono dalla Russia e dal resto d'Europa negli Stati Uniti. Con la dichiarazione Balfour da parte del ministro degli esteri britannico, nel quadro della futura spartizione delle aree ottomane in caso di vittoria nel conflitto in atto, venne garantito al movimento sionista che sarebbe stato concesso alla componente ebraica (non tanto a quella locale, ma a quella attiva in Europa e nelle Americhe) di dar vita a una National Home ("casa nazionale", "un focolare nazionale") in Palestina, specificando che non dovevano comunque essere danneggiati "i diritti civili e religiosi delle comunità non ebraiche della Palestina".
Contemporaneamente i britannici promisero alla popolazione già presente in Palestina che, una volta sconfitto l'Impero ottomano, a loro sarebbe stata garantita l'autodeterminazione. Oltre a questo il ministro plenipotenziario del Regno Unito Sir Henry MacMahon, alto commissario in Egitto, aveva promesso nel 1915 allo Sharif della Mecca al-Ḥusayn ibn Alī il riconoscimento agli arabi dei diritti all'autodeterminazione e all'indipendenza in cambio della loro partecipazione agli sforzi bellici antiottomani e la creazione di uno Stato arabo dai confini non definiti con precisione, ma che avrebbe inglobato all'incirca tutto il territorio compreso fra Egitto e Persia, compresa parte della Palestina.
Nel 1916, precedentemente alla dichiarazione di Balfour ma dopo gli accordi tra Henry MacMahon e Ḥusayn ibn Āli, poi disconosciuti e ritenuti frutto di fraintendimento, il Regno Unito e la Francia, con gli accordi Sykes-Picot, inizialmente tenuti segreti, avevano deciso che l'area della Palestina sarebbe stata assegnata a un'amministrazione internazionale, mentre quella a est (all'incirca l'attuale Giordania) avrebbe visto la nascita di una nazione araba.
Con la fine della guerra mondiale e i successivi accordi di Sanremo del 1920, si optò per l'autorizzazione, da parte della Società delle Nazioni, di mandati da affidare al Regno Unito e alla Francia, necessari in teoria per educare alla "democrazia liberale" le popolazioni del disciolto Impero ottomano, prima di concedere loro la completa indipendenza in epoca non determinata. Il Mandato britannico della Palestina divenne operativo completamente nel 1923, anche se l'esercito di Sua Maestà occupava e controllava completamente il territorio sin dal 1917.
Se la reazione delle popolazioni arabe (musulmane e cristiane) a tali progetti fu vivace e del tutto improntata all'ostilità, diverso fu invece l'atteggiamento del movimento sionista che, forte delle precedenti promesse fattegli, considerò il Mandato britannico della Palestina il primo passo per la futura realizzazione di uno Stato ebraico. Sotto questo mandato l'immigrazione ebraica nella zona subì un'accelerazione, anche in forme illegali (soprattutto dopo le restrizioni poste con il libro bianco del 1939).
Secondo la relazione dell'UNSCOP del 1947, l'andamento della popolazione in Palestina era stato il seguente:
| Anno | Musulmani | Ebrei   | Cristiani | Altro  | Totale    |
| ---- | --------- | ------- | --------- | ------ | --------- |
| 1922 | 486 177   | 83 790  | 71 464    | 7617   | 649 048   |
| 1931 | 493 147   | 174 606 | 88 907    | 10 101 | 766 761   |
| 1941 | 906 551   | 474 102 | 125 413   | 12 881 | 1 518 947 |
| 1946 | 1 076 783 | 608 225 | 145 063   | 15 488 | 1 845 559 |

Altre stime si discostano leggermente da queste valutazioni. Secondo uno studio di Sergio Della Pergola che basa i suoi dati su una precedente pubblicazione di Roberto Bachi (The Population of Israel, Jerusalem, Hebrew University, 1977) e sulle informazioni pubblicate dall'Israel Central Bureau of Statistics: Palestinian Central Bureau of Statistics, la popolazione nel periodo sarebbe stata così composta (cifre approssimate in migliaia):
| Anno | Ebrei | Cristiani | Musulmani | Totale |
| ---- | ----- | --------- | --------- | ------ |
| 1890 | 43    | 57        | 432       | 532    |
| 1914 | 94    | 70        | 525       | 689    |
| 1922 | 84    | 71        | 589       | 752    |
| 1931 | 175   | 89        | 760       | 1 033  |
| 1947 | 630   | 143       | 1 181     | 1 970  |

La Jewish Virtual Library, citando altri studi (Israel in the Middle East: Documents and Readings on Society, Politics, and Foreign Relations, Pre-1948 to the Present, a cura di Itamar Rabinovich e Jehuda Reinharz, ISBN 978-0-87451-962-4), stima il seguente andamento (cifre approssimate in migliaia):
| Anno | Ebrei | Non ebrei | Totale |
| ---- | ----- | --------- | ------ |
| 1882 | 24    | 276       | 300    |
| 1918 | 60    | 600       | 660    |
| 1931 | 175   | 861       | 1036   |
| 1936 | 384   | 983       | 1367   |
| 1946 | 543   | 1267      | 1810   |

In tutti i casi, comunque, le stime sono concordi nell'evidenziare un elevato aumento della popolazione ebraica dopo l'inizio del mandato.
Numerose furono le dimostrazioni di protesta da parte della popolazione araba locale, che spesso sfociarono in veri e propri scontri a tre fra l'esercito britannico, i residenti arabi e i gruppi armati dei coloni ebrei in un crescendo di assalti a villaggi e insediamenti e conseguenti rappresaglie. Nell'ambito di questi scontri nacque l'Haganah, un'organizzazione paramilitare ebraica avente lo scopo di proteggere i kibbutz ebraici e i loro abitanti dagli attacchi arabi e respingere gli aggressori. Dall'Haganah nel 1936 si separò l'ala politicamente più a destra, che dette vita all'Irgun, e da quest'ultima si separò a sua volta nel 1940 il Lehi (poi chiamato "Banda Stern"), gruppo che agli scopi originali affiancò l'uso di atti terroristici sia contro la popolazione araba che contro le forze britanniche.
Spesso gli attriti non erano dovuti all'immigrazione in sé ma ai criteri di assegnazione delle terre: gran parte della popolazione locale, secondo il diritto britannico, non era proprietaria dei terreni ma solo delle piante coltivatevi; di conseguenza molti di essi, benché lavorati da contadini arabi, furono acquistati dai coloni ebrei o dall'Agenzia Ebraica (o a affidati a uno dei due). Tutto ciò, unitamente al divieto di cessione o subaffitto ai non ebrei, di fatto toglieva un'importante fonte di sostentamento a numerosi insediamenti arabi preesistenti.
Il 14 agosto 1929 ebbero luogo i primi scontri generalizzati nel paese, dopo che alcuni gruppi di sionisti marciarono presso il Muro del Pianto di Gerusalemme rivendicando a nome dei coloni ebrei l'esclusiva proprietà della Città Santa e dei suoi luoghi sacri; a seguito di questa manifestazione iniziarono a circolare voci su scontri in cui i sionisti avrebbero picchiato i residenti arabi della zona e offeso il profeta Maometto. Come risposta il Consiglio Supremo Islamico organizzò una contromarcia e il corteo, una volta arrivato al Muro, bruciò le pagine di alcuni libri di preghiere ebraiche. Nella settimana gli scontri continuarono e, infiammati dalla morte di un colono ebreo e dalle voci, poi rivelatesi false, sulla morte di due arabi per mano di alcuni ebrei, si ampliarono fino a comprendere tutta la Palestina.
Il 20 agosto l'Haganah offrì la propria protezione alla popolazione ebraica di Hebron (circa 600 persone su un totale di 17 000), la quale rifiutò contando sui buoni rapporti che si erano instaurati negli anni con la popolazione araba e i suoi rappresentanti. Il 24 agosto gli scontri però raggiunsero la città, dove furono uccisi quasi 70 ebrei, altri 58 furono feriti, alcune decine fuggirono dalla città e 435 trovarono rifugio nelle case dei loro vicini arabi, per poi fuggire dalla città nei giorni successivi. Alla fine di tutti gli scontri si contarono 133 morti e 339 feriti tra gli ebrei, quasi tutti causati dai conflitti con la popolazione araba (quasi settanta solo a Hebron), mentre tra gli arabi i morti furono 116 e i feriti 232, per la maggioranza dovuti a scontri con le forze britanniche.
Una commissione britannica giudicò e condannò i sospettati di stragi e rappresaglie ed emise condanne a morte per 17 arabi e due ebrei, commutate poi in prigione a vita, tranne quelle di tre arabi, che furono impiccati. La commissione condannò fermamente gli attacchi iniziali della popolazione araba contro i coloni ebraici e le loro proprietà, giustificò le rappresaglie da parte dei coloni ebrei contro gli insediamenti arabi come una legittima difesa dagli attacchi subiti e vide nel timore della creazione di uno Stato ebraico la causa di questi attacchi, timore che, per rassicurare la popolazione araba, venne pubblicamente giudicato infondato. Oltre a questo, la commissione raccomandò al governo di riconsiderare le proprie politiche sull'immigrazione ebraica e sulla vendita di terra ai coloni, portando l'anno successivo alla creazione di una commissione apposita guidata da Sir John Hope Simpson. Questa seconda commissione confermò ufficialmente l'esistenza di suddetti problemi e mise in guardia il governo sui rischi per la stabilità della regione nel caso di un loro aggravarsi, sostenendo inoltre che, dati i metodi di coltura dei coloni e quelli tradizionali della popolazione araba, non erano rimaste più terre fertili libere da assegnare a nuovi immigrati ebrei.
La politica di Londra tuttavia non mutò, nonostante vi fossero state nel frattempo varie condanne da parte della Società delle Nazioni, e la situazione precipitò portando allo scoppio di una guerra civile durata tre anni. Le iniziali richieste della popolazione araba di indire elezioni, mettere fine al mandato e bloccare completamente l'immigrazione ebraica ebbero come risultato solo una dura repressione e gli scontri divennero sempre più violenti, causando cinquemila morti tra la popolazione araba, quattrocento tra quella ebraica e duecento tra i britannici.
Dopo tre tentativi falliti di ripartizione delle terre in due stati indipendenti (Gerusalemme e la regione limitrofa però sarebbero rimasti sotto il controllo britannico) e terminata la rivolta, il Regno Unito, con il Libro Bianco del 1939, decise di imporre un limite all'immigrazione, ottenendo però solo un brusco aumento degli arrivi clandestini (anche a causa delle persecuzioni che gli ebrei avevano cominciato a subire da parte della Germania nazista a partire dal 1933). Londra vietò inoltre l'ulteriore acquisto di terre da parte dei coloni ebrei, promettendo di rinunciare al suo mandato entro il 1949 e prospettando per quella data la fondazione di un unico Stato di etnia mista arabo-ebraica. Ciò indusse, di conseguenza, gli ebrei di Palestina e le organizzazioni sioniste a cercare negli Stati Uniti quello che fino ad allora aveva concesso loro l'Impero britannico.
Intanto, se da un lato alcuni palestinesi arabi si erano affidati agli atti terroristici come estrema forma di lotta contro una presenza che veniva considerata quella di un occupante straniero, un ricorso più sistematico al terrorismo fu perseguito dalle organizzazioni militanti sioniste, che organizzarono gruppi militari, come l'Haganah e il Palmach, e paramilitari, come l'Irgun e il più estremista Lehi, che si occupavano di intimidire l'elemento arabo o di attaccare i militari e i diplomatici britannici causando diverse centinaia di morti.
Con la seconda guerra mondiale i gruppi ebraici (con l'esclusione della Banda Stern che cercò, senza ottenerla, l'alleanza con le forze naziste in chiave antibritannica), si schierarono con gli Alleati. Molti gruppi arabi, invece, guardarono con interesse all'Asse nella speranza che una sua vittoria sarebbe servita a liberarli dalla presenza britannica.
Agli inizi del 1947 il Regno Unito, provato dal conflitto appena terminato e da una serie di sanguinosi attentati, tra cui quello all'Hotel King David di Gerusalemme (organizzato dai futuri primi ministri israeliani Menachem Begin e David Ben Gurion, anche se quest'ultimo cambiò idea prima che l'attentato fosse compiuto, temendo troppe vittime tra i civili), e quello all'ambasciata britannica a Roma, decise di rimettere il Mandato palestinese nelle mani delle Nazioni Unite.
L'ONU dovette affrontare una situazione che, dopo trent'anni di controllo britannico, era diventata pressoché ingestibile, visto che oramai la popolazione ebraica costituiva un terzo dei residenti in Palestina, anche se possedeva solo il 7% circa del territorio contro il 50% della popolazione araba; la parte restante era in mano al governo britannico.  Archiviato il 29 ottobre 2008 in Internet Archive.
Il 15 maggio 1947 fu fondata la UNSCOP (United Nations Special Committee on Palestine), comprendente undici stati (Canada, Cecoslovacchia, Guatemala, Paesi Bassi, Perù, Svezia, Uruguay, India, Iran, Jugoslavia, Australia), da cui erano esclusi i paesi più influenti, allo scopo di permettere una maggiore neutralità. Sette membri della commissione (Canada, Cecoslovacchia, Guatemala, Paesi Bassi, Perù, Svezia e Uruguay) votarono a favore della soluzione con due stati divisi con Gerusalemme sotto controllo internazionale; tre, invece, per un unico Stato federale (India, Iran, Jugoslavia); una si astenne (Australia).
Il problema chiave che l'ONU si pose in quel periodo fu se i rifugiati europei scampati alle persecuzioni naziste dovessero essere ricollegati in qualche modo alla situazione in Palestina. Nella sua relazione la UNSCOP si interrogò su come accontentare entrambe le fazioni, giungendo alla conclusione che soddisfare le pur motivate richieste di entrambi era "manifestamente impossibile", ma che era anche "indifendibile" accettare di appoggiare solo una delle due posizioni.
Il 29 novembre 1947 l'Assemblea generale delle Nazioni Unite approvò quindi un piano, la Risoluzione dell'Assemblea Generale n. 181, per risolvere il conflitto arabo-ebraico, dividendo il Mandato britannico sulla Palestina in due stati, uno ebraico e l'altro arabo; a favore votarono trentatré paesi (Australia, Belgio, Bolivia, Brasile, Bielorussia, Canada, Costa Rica, Cecoslovacchia, Danimarca, Repubblica Dominicana, Ecuador, Francia, Guatemala, Haiti, Islanda, Liberia, Lussemburgo, Paesi Bassi, Nuova Zelanda, Nicaragua, Norvegia, Panama, Paraguay, Perù, Filippine, Polonia, Svezia, Sudafrica, Ucraina, USA, URSS, Uruguay, Venezuela), contro tredici (Afghanistan, Cuba, Egitto, Grecia, India, Iran, Iraq, Libano, Pakistan, Arabia Saudita, Siria, Turchia, Yemen), dieci si astennero (Argentina, Cile, Cina, Colombia, El Salvador, Etiopia, Honduras, Messico, Regno Unito, Jugoslavia) e uno era assente alla votazione (Thailandia). I paesi arabi fecero ricorso alla Corte Internazionale di Giustizia sostenendo la non competenza dell'Assemblea delle Nazioni Unite nel decidere la ripartizione di un territorio andando contro la volontà della maggioranza dei suoi residenti, ma il ricorso fu respinto.

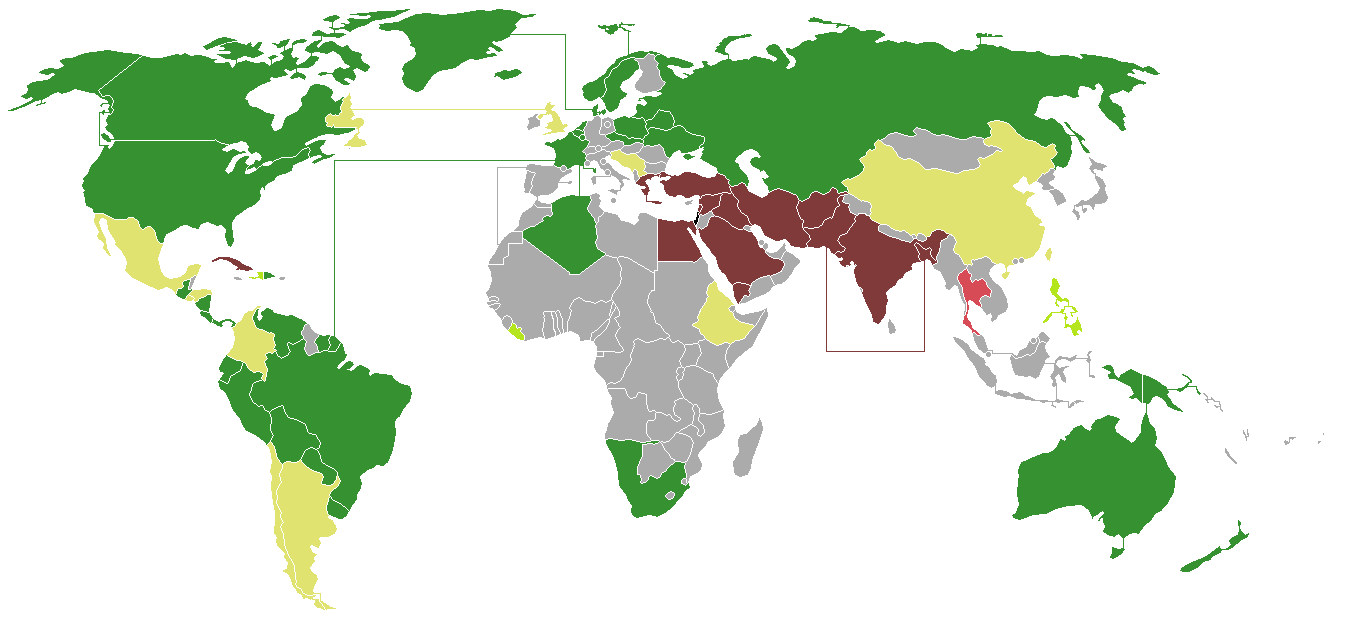
Voti favorevoli (verde scuro), contrari (marrone), astenuti (giallo chiaro), assenti (rosso) e favorevoli in passato (verde chiaro) alla risoluzione 181

Secondo il piano, lo Stato ebraico avrebbe compreso tre sezioni principali collegate da incroci extraterritoriali; lo Stato arabo, invece, avrebbe goduto anche di un'enclave a Giaffa. In considerazione della sua importanza religiosa, l'area di Gerusalemme, compresa Betlemme, avrebbe fatto parte di una zona internazionale amministrata dall'ONU.
Nel decidere su come spartire il territorio, per evitare possibili rappresaglie da parte della popolazione araba, la UNSCOP considerò anche la necessità di radunare tutte le zone dove i coloni ebraici erano presenti in numero significativo (seppur spesso in minoranza ) nel futuro territorio ebraico, aggiungendovi diverse zone disabitate, per la maggior parte desertiche, per un 56℅ complessivo della superficie, in previsione di una massiccia immigrazione dall'Europa una volta abolite le limitazioni imposte dal governo britannico nel 1939.
La situazione sarebbe dunque stata ( Archiviato il 18 marzo 2009 in Internet Archive.):
| Territorio                     | Popolazione araba | % Arabi | Popolazione ebraica | % Ebrei | Popolazione Totale |
| ------------------------------ | ----------------- | ------- | ------------------- | ------- | ------------------ |
| Stato arabo                    | 725 000           | 99%     | 10 000              | 1%      | 735 000            |
| Stato ebraico                  | 407 000           | 45%     | 498 000             | 55%     | 905 000            |
| Zona internazionale            | 105 000           | 51%     | 100 000             | 49%     | 205 000            |
| Totale                         | 1 237 000         | 67%     | 608 000             | 33%     | 1 845 000          |
| Fonte: Report of UNSCOP - 1947 |                   |         |                     |         |                    |

(oltre a questo era presente una popolazione beduina di novantamila persone nel territorio destinato agli ebrei).
Le reazioni alla risoluzione dell'ONU furono diverse. Da parte ebraica tanto la popolazione quanto la maggior parte dei gruppi e l'Agenzia Ebraica la accettarono, pur lamentando la non continuità territoriale tra le varie aree loro assegnate (solo i gruppi più estremisti, come l'Irgun e la Banda Stern la rifiutarono, essendo questi contrari alla presenza di uno Stato arabo in quella che veniva definita "la Grande Israele" e al controllo internazionale di Gerusalemme). Da parte araba, invece, il rifiuto fu generalizzato: alcuni gruppi rigettarono totalmente l'ipotesi della creazione di uno Stato ebraico; altri criticarono le modalità di spartizione del territorio, che ritenevano avrebbero isolato lo stato arabo, non lasciandogli sbocchi sul Mar Rosso e sul Mar di Galilea, quest'ultimo la principale risorsa idrica della zona; altri ancora erano contrari perché alla minoranza ebraica (un terzo della popolazione totale) veniva assegnata la maggioranza del territorio (la commissione dell'ONU aveva preso quella decisione in virtù della prevedibile immigrazione di massa dall'Europa dei reduci delle persecuzioni della Germania nazista).
Nel Regno Unito il piano suscitò accese reazioni da parte di alcuni laburisti. Thomas Reid, membro di una delle commissioni britanniche, che nel decennio precedente aveva operato in Palestina, affermò in un lungo discorso in Parlamento:
Il Regno Unito si astenne dal votare e rifiutò apertamente di seguire le raccomandazioni del piano, che riteneva si sarebbe rivelato inaccettabile per entrambe le parti, e annunciò che avrebbe terminato il proprio mandato il 15 maggio 1948.